# Meteor (Wisconsin)
Meteor – miasto w Stanach Zjednoczonych, w stanie Wisconsin, w hrabstwie Sawyer.